# Quartetto per archi n. 17 (Mozart)
Il quartetto per archi n. 17 in si bemolle maggiore K 458 è il quarto dei quartetti dedicati ad Haydn (K 387, K 421, K 428, K 458, K 464, K 465).
Con questa dedica Mozart non cercava protezione o sostegno, ma voleva esprimere un pubblico riconoscimento a chi aveva codificato la forma moderna del quartetto d'archi.
Il quartetto K 458 è anche noto con l'appellativo La caccia per il tema di apertura che richiamava temi allora molto diffusi.
La prima assoluta è stata l'11 febbraio 1785 a Vienna.
Il primo movimento Allegro vivace assai è quello che più si avvicina alla scrittura haydniana e consta di un unico tema continuamente rielaborato che nella parte finale realizza una discussione contrappuntistica tra il tema iniziale e alcuni elementi prima sviluppati sullo stesso tema. 
Il Minuetto, anteposto al tempo lento, è interessante per la concisione e per le frasi di apertura.  
L'adagio si dipana con due temi: il primo con melodie articolate che trasportano in atmosfere molto cupe e con accenti riscontrabili in Schubert; il secondo tema anticipa il futuro e conduce ad atmosfere che si ritroveranno in Schumann. 
Il finale Allegro assai sembrerebbe preludere ad un rondò; ci si trova invece in una classica forma-sonata.
Si deduce dall'autografo che Mozart aveva inizialmente progettato un prestissimo con elaborazioni contrappuntistiche sul tema che comparirà nella stesura definitiva.
La versione attuale vede più semplicemente l'intrecciarsi due temi ed un terzo che prende le mosse dal basso presente nel tema iniziale. 
Il finale è festoso e rappresenta, usando le parole di Hermann Abert, una felice sintesi di mozartiana maliziosità e di haydniano umorismo.